# Темирханов, Зубаир
Зубаир Темирханов (1868, с. Нижнее Казанище — 1952, Дагестанская АССР, РСФСР, СССР) — один из видных представителей кумыкской технической и политической интеллигенции в начале XX века; председатель 1-го Дагестанского областного исполнительного комитета (1917), председатель Союзного Совета («Союзного меджлиса», парламента). Союза объединённых горцев Северного Кавказа и Дагестана (Горского правительства).

## Биография
По национальности — кумык. Окончил Петербургский Институт Гражданских Инженеров. Со студенческих лет, заподозренный в участии в революционном сообществе, готовившего покушение на царя, состоял на учёте в департаменте полиции. До Февральской революции — главный областной инженер Дагестанской области.
По свержении самодержавия в 1917 г. ( с марта по август) — председатель Вр. Дагестанского областного Исполнительного Комитета. На 1-м съезде горских народов Кавказа (май 1917) был сторонником передачи земли трудящимся на основе шариата. С августа 1917 г. товарищ председателя Вр. Обл. Исполкома и тов. председателя Областного Земельного Комитета (председатель Джелал-эд-Дин Коркмасов)

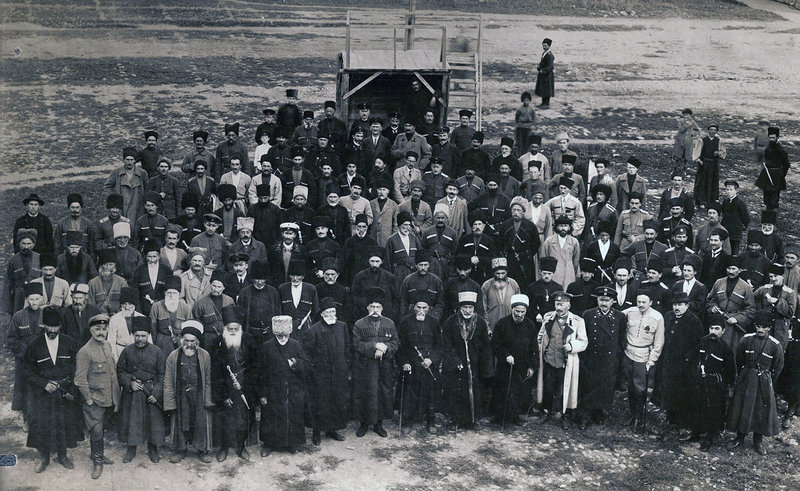
II съезд Союза горцев Северного Кавказа. Сентябрь 1917 года. Владикавказ. В третьем ряду, пятый слева, стоит Темирханов

В 1918 г. входил в состав Моздокского правительства Г. Бичерахова.

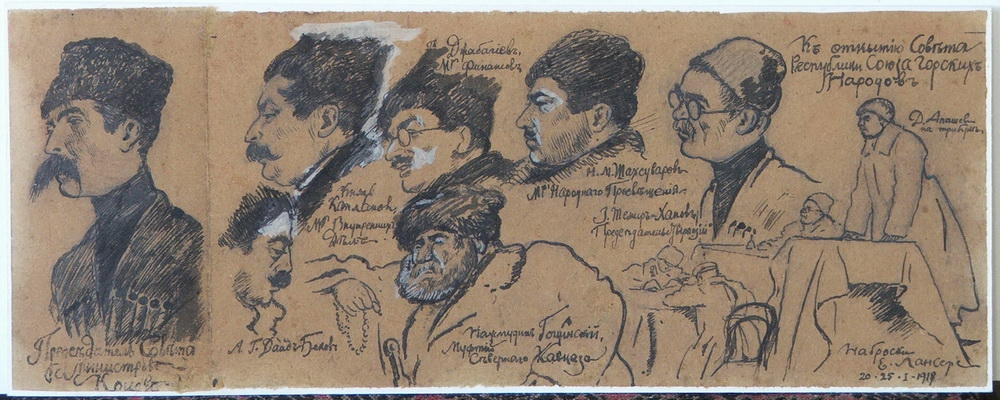
Темирханов на наброске портретов участников горского съезда в Темир-Хан-Шуре. Январь 1919. Автор — Евгений Лансере

С января по март 1919 г. председатель Союзного Совета, «Союзного меджлиса» (парламента) Горской Республики. В этом же году участвовал в деятельности Парижской мирной конференции в составе делегации северокавказских народов. Результаты её работы в решении судьбы Горской Республики были безуспешны.
19 октября 1919 г., возвращается в Дагестан, где идет под руководством Совета Обороны идет кропоролитная борьба в карателями Деникина. Темирханов входит в состав Совета обороны Дагестана..
В 1920-м году в связи с восстановлением советской власти участвует в восстановлении разрушенного хозяйства Дагестанской области. Он один из руководителей (под руководством Д. Коркмасова) масштабного субботника по восстановлению дорог переправ, мостов, зданий. Результаты этого субботника были доложены Ленину приветствовавшего дагестанский почин. С 1921 г. с созданием в Республики Дагестанской ССР, высшего Экономического Совета Республики под руководством Д. Коркмасова, входит в состав этого Совета. Один из технических руководителей строительства Канала имени Октябрьской революции. Награждён Орденом Трудового Красного Знамени. Начальник строительства Гергебельской ГЭС и других объектов.
Подвергался репрессиям в 1931 г., затем повторно в 1937 г. После окончания лагерного срока вернулся в Дагестан, где в годы сталинской тирании и деспотизма умер в забвении.

## Награды
- орден Трудового Красного Знамени.